# ریلوژی
ریلوژی (انگلیسی: Realogy) شرکت املاک آمریکایی است، که در سال ۲۰۰۶ تأسیس شد.